# Стратотиповий розріз нижньопермських відкладів Донбасу в селі Покровське
Стратотиповий розріз нижньопермських відкладів Донбасу в селі Покровське — геологічна пам'ятка природи місцевого значення. Розташована в Бахмутському районі Донецької області біля села Покровське.
Статус пам'ятки природи присвоєно рішенням облвиконкому від 21 червня 1972 року № 310. Площа — 0,2 га. Це — вихід нижньопермських вапняків, доломітів, гіпсів і ангідритів на денну поверхню у вигляді рифа. Залишки викопного рифа розташовані на північно-східній околиці села Покровського. Виявлено геологами виробничого об'єднання «Донбасгеологія».
Сформувався 200 мільйонів років тому, в чистій водоймі як результат життєдіяльності різноманітних організмів — коралів, морських їжаків, губок.

## Джерела

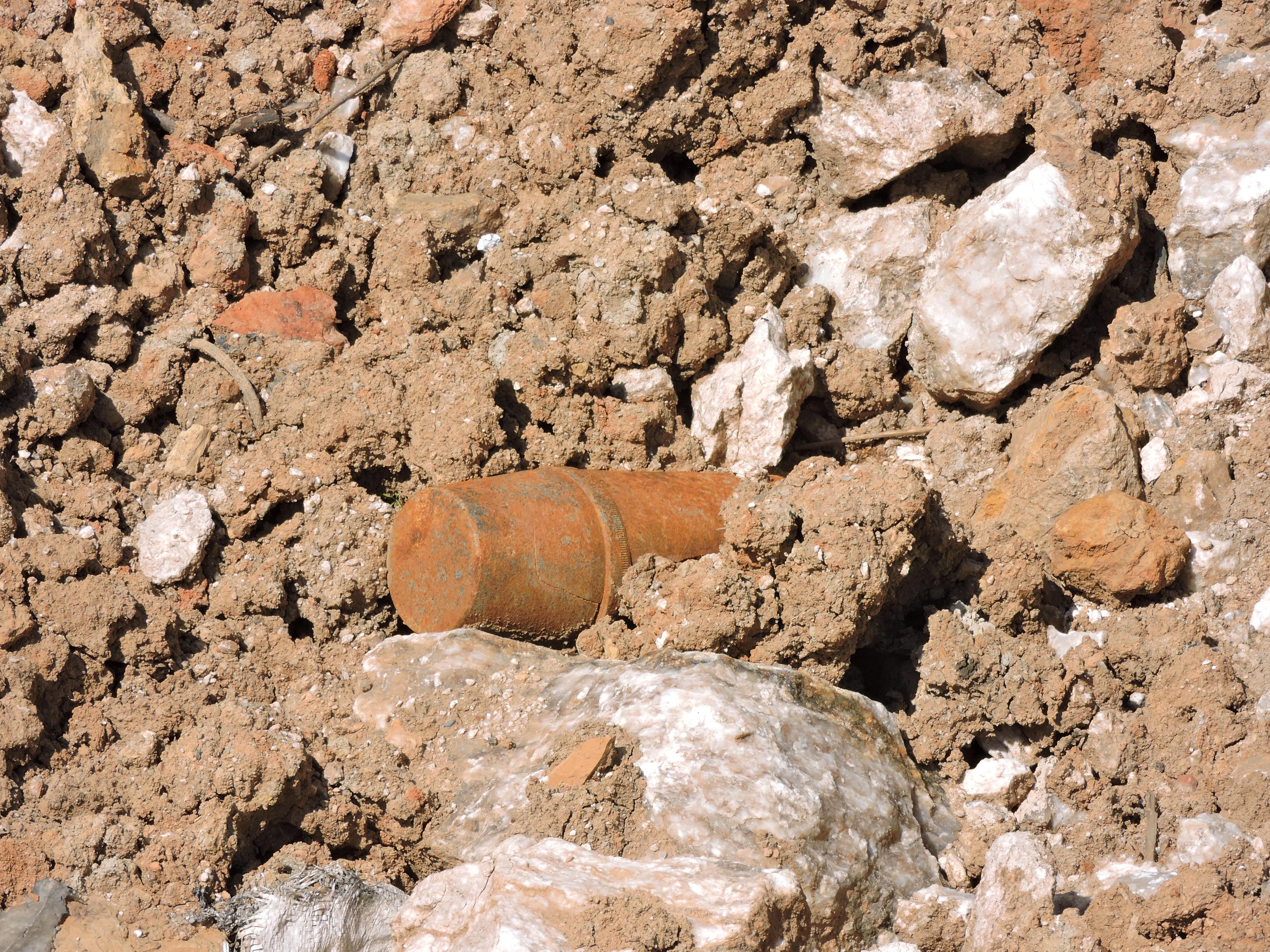
Залишки снаряду